# Cross de snowboard par équipes mixte aux Jeux olympiques de 2022
Navigation
Milan-Cortina 2026
Le cross par équipes mixte de snowboard aux Jeux olympiques d'hiver de 2022 a lieu le 12 février 2022, au Genting Secret Garden de Zhangjiakou. 

## Résultats

### Quarts de finale
| Rang | Dossard | Pays        | Athlètes                                     | Notes     |
| ---- | ------- | ----------- | -------------------------------------------- | --------- |
| 1    | 1       | Italie 1    | Omar Visintin Michela Moioli                 | Qualifiés |
| 2    | 8       | Allemagne 1 | Martin Nörl Jana Fischer                     | Qualifiés |
| 3    | 9       | France 2    | Loan Bozzolo Julia Pereira de Sousa Mabileau |           |

| Rang | Dossard | Pays         | Athlètes                            | Notes     |
| ---- | ------- | ------------ | ----------------------------------- | --------- |
| 1    | 5       | États-Unis 1 | Nick Baumgartner Lindsey Jacobellis | Qualifiés |
| 2    | 13      | Suisse 1     | Kalle Koblet Sophie Hediger         | Qualifiés |
| -    | 4       | Australie 1  | Cameron Bolton Belle Brockhoff      | Abandon   |
| -    | 12      | Australie 2  | Adam Lambert Josie Baff             | Abandon   |

| Rang | Dossard | Pays         | Athlètes                      | Notes     |
| ---- | ------- | ------------ | ----------------------------- | --------- |
| 1    | 14      | ROC 1        | Daniil Donskikh Kristina Paul | Qualifiés |
| 2    | 6       | Canada 1     | Éliot Grondin Meryeta O'Dine  | Qualifiés |
| 3    | 11      | États-Unis 2 | Jake Vedder Faye Gulini       |           |
| 4    | 3       | France 1     | Merlin Surget Chloé Trespeuch |           |

| Rang | Dossard | Pays              | Athlètes                           | Notes     |
| ---- | ------- | ----------------- | ---------------------------------- | --------- |
| 1    | 15      | Grande-Bretagne 1 | Huw Nightingale Charlotte Bankes   | Qualifiés |
| 2    | 10      | Italie 2          | Lorenzo Sommariva Caterina Carpano | Qualifiés |
| 3    | 7       | Canada 2          | Liam Moffatt Tess Critchlow        |           |
| 4    | 2       | Autriche 1        | Alessandro Hämmerle Pia Zerkhold   |           |

### Demi-finales
Les 2 premiers de chaque série sont Qualifiées.
| Rang | Dossard | Pays         | Athlètes                            | Notes    |
| ---- | ------- | ------------ | ----------------------------------- | -------- |
| 1    | 1       | Italie 1     | Omar Visintin Michela Moioli        | Finale A |
| 2    | 5       | États-Unis 1 | Nick Baumgartner Lindsey Jacobellis | Finale A |
| 3    | 8       | Allemagne 1  | Martin Nörl Jana Fischer            | Finale B |
| 4    | 13      | Suisse 1     | Kalle Koblet Sophie Hediger         | Finale B |

| Rang | Dossard | Pays              | Athlètes                           | Notes    |
| ---- | ------- | ----------------- | ---------------------------------- | -------- |
| 1    | 10      | Italie 2          | Lorenzo Sommariva Caterina Carpano | Finale A |
| 2    | 6       | Canada 1          | Éliot Grondin Meryeta O'Dine       | Finale A |
| 3    | 15      | Grande-Bretagne 1 | Huw Nightingale Charlotte Bankes   | Finale B |
| 4    | 14      | ROC 1             | Daniil Donskikh Kristina Paul      | Finale B |

### Finale
| Rang                                | Dossard | Pays         | Athlètes                            |
| ----------------------------------- | ------- | ------------ | ----------------------------------- |
| Médaille d'or, Jeux olympiques      | 5       | États-Unis 1 | Nick Baumgartner Lindsey Jacobellis |
| Médaille d'argent, Jeux olympiques  | 1       | Italie 1     | Omar Visintin Michela Moioli        |
| Médaille de bronze, Jeux olympiques | 6       | Canada 1     | Éliot Grondin Meryeta O'Dine        |
| 4                                   | 10      | Italie 2     | Lorenzo Sommariva Caterina Carpano  |

| Rang | Dossard | Pays              | Athlètes                         |
| ---- | ------- | ----------------- | -------------------------------- |
| 5    | 8       | Allemagne 1       | Martin Nörl Jana Fischer         |
| 6    | 15      | Grande-Bretagne 1 | Huw Nightingale Charlotte Bankes |
| 7    | 13      | Suisse 1          | Kalle Koblet Sophie Hediger      |
| 8    | 14      | ROC 1             | Daniil Donskikh Kristina Paul    |